# Tóxico (película de 2024)
Tóxico  ((Akiplėša) es una película dramática lituana de 2024 escrita y dirigida por Saulė Bliuvaitė en su debut como directora de largometrajes. Protagonizada por Vesta Matulytė e Ieva Rupeikaitė, narra la historia de dos chicas de 13 años que asisten a una escuela de modelos que las lleva al límite física y emocionalmente. La película se estrenó en el 77.º Festival de Cine de Locarno, donde ganó el Leopardo de Oro.

## Trama
La madre de Marija, que tiene 13 años, la envió a vivir con su abuela a un desolado pueblo industrial sin nombre. Marija es alta y delgada, pero cojea ligeramente al caminar, lo que la convierte en blanco de los acosadores escolares.
En particular, la temperamental Kristina tiene constantemente a Marija en el punto de mira. Si bien Kristina proviene de una familia más unida, su padre prefiere pasar el tiempo con su novia. En el vestuario de la piscina, Kristina roba los vaqueros de diseño de Marija de su taquilla. Cuando las dos chicas se reencuentran en una audición para una agencia de modelos, Kristina presume con arrogancia los vaqueros de Marija. Tras una pelea en la calle por los vaqueros, sorprendentemente, las dos chicas se hacen amigas íntimas. Kristina es más valiente que Marija y se cree lo suficientemente inteligente como para sobrevivir en la calle. Ambas empiezan a salir con chicos mayores, que les proporcionan alcohol y drogas, pero no sin pedirles favores a cambio. Kristina también convence a Marija para que se postule a una escuela de modelos popular entre las chicas de la escuela.
Para alcanzar su sueño de una carrera exitosa como modelos, Marija y Kristina desarrollan estrategias diferentes. Marija se esfuerza por disimular su cojera en la pasarela. Un instructor de la agencia la prefiere por encima de las demás por su peculiar apariencia y altura, lo que genera celos. Kristina intenta adelgazar con huevos de tenia que compró por internet. Se sorprende al descubrir que su padre vendió su coche para que ella pudiera participar en una sesión de fotos demasiado cara. Marija se enfrenta al inesperado regreso de su madre, quien quisiera llevarla de vuelta a casa, pero Marija se niega a irse.

## Reparto
- Vesta Matulytė como Marija
- Ieva Rupeikaitė como Kristina
- Giedrius Savickas como Šarūnas, el padre de Kristina
- Vilma Raubaitė

## Producción
La escritora y directora Saulė Bliuvaitė se inspiró en el documental de 2011 Girl Model, sumado a sus propias experiencias como aspirante a modelo en su juventud. Afirmó: «A través de la historia de jóvenes que navegan por entornos tóxicos, quise explorar el concepto del cuerpo humano: el cuerpo como proyecto, moneda, objeto de deseo, el cuerpo como fuente de dolor y magia». 
La producción de la película es de Akis Bado, una productora independiente de cine y estudio de animación de Vilna fundada en 2019 por la productora de cine Giedrė Burokaitė y el director y animador Robertas Nevecka.
El proceso de casting de las dos protagonistas duró aproximadamente dos años.  El rodaje tuvo lugar en Kaunas y Vilna a mediados de 2023.  Bendita Film Sales consiguió los derechos de distribución internacional de la película en julio de 2024. 

## Crítica
«En esencia, Toxic explora el cambio de paradigma que se produce cuando una sociedad industrial colapsa y se transforma en una economía de servicios. Esta transformación implica un cambio en el poder económico, de la masculinidad a la feminidad, a medida que los sectores de servicios y entretenimiento incorporan cada vez más mujeres a la fuerza laboral, creando oportunidades que a menudo les exigen encarnar los ideales sociales de feminidad. La película también aborda conmovedoramente los desafíos que enfrentan las mujeres al remodelar sus cuerpos para ajustarse a los estándares de "perfecto" que sugiere el mercado.» señala la periodista y escritora Anuradha Kodagoda.
"La directora lituana Saulė Bliuvaitė profundiza en la vulnerabilidad de estas jóvenes para ofrecernos un drama duro donde priman los estándares de belleza que todos conocemos, eso hará que las adolescentes dejen de comer o vomiten todo para conseguir llegar a las medidas que exigen. Ese anhelo se vuelve inquietante al ver como viven en una pobreza extrema y harán todo lo que sea necesario para poder triunfar." Señala Ricardo Pablos en Destino Arrakis quien considera que es "un buen debut de la directora".
Mariana Hristova de Cineuropa escribió: "Es raro que una película con una narrativa uniforme mantenga la atención de los espectadores de principio a fin. Con Toxic, esto sucede milagrosamente, quizás gracias a las genuinas representaciones en primer plano de ambas protagonistas femeninas, cada una de las cuales es una narrativa en sí misma, y la creciente relación afectuosa entre ellas".  Amber Wilkinson de Screen Daily escribió que la película "se beneficia de un par de excelentes actuaciones de los jóvenes protagonistas debutantes, con el enfoque más introspectivo de [Vesta] Matulytė que encaja perfectamente con la energía mercurial que [Ieva] Rupeikaitė le aporta a Kristina".  Guy Lodge de Variety también elogió las actuaciones de Matulytė y Rupeikaitė, calificándolas de "extraordinarias". 

## Premios y reconocimientos
| Premio                                                | Año  | Categoría                               | Premiado                           | Resultado | Referencias   |
| ----------------------------------------------------- | ---- | --------------------------------------- | ---------------------------------- | --------- | ------------- |
| Festival de Cine Internacional de Calgary             | 2024 | Best International Feature              | Tóxico                             | Nominado  |               |
| Festival Internacional de Cine de Chicago             | 2024 | Gold Hugo                               | Tóxico                             | Nominado  |               |
| CinEast                                               | 2024 | Gran Premio                             | Tóxico                             | Ganador   |               |
| CinEast                                               | 2024 | Premio de la Crítica                    | Tóxico                             | Ganador   |               |
| Festival de Cine de El Gouna                          | 2024 | Golden Star                             | Tóxico                             | Nominado  |               |
| Premios del Cine Europeo                              | 2024 | European Discovery                      | Tóxico                             | pendiente | [ 13 ]        |
| Festival del Nuevo Cine                               | 2024 | Louve de Oro                            | Tóxico                             | Ganador   |               |
| Festival Internacional de Cine de la India            | 2024 | Mejor película                          | Tóxico                             | Ganador   | [ 14 ]        |
| Festival Internacional de Cine de la India            | 2024 | Premio Mejor Actriz                     | Vesta Matulytė and Ieva Rupeikaitė | Ganador   | [ 14 ]        |
| Festival Internacional del Cine de La Roche-sur-Yon   | 2024 | Premio Nouvelles Vagues Acuitis         | Toxic                              | Nominado  |               |
| Festival Internacional de Cine de Ljubljana           | 2024 | Premio Kingfisher                       | Toxic                              | Nominado  |               |
| Festival Internacional de Cine de Locarno             | 2024 | Leopardo de Oro                         | Toxic                              | Ganador   | [ 15 ] [ 16 ] |
| Festival Internacional de Cine de Locarno             | 2024 | First Feature Award                     | Toxic                              |           | [ 15 ] [ 16 ] |
| Festival Internacional de Cine de Locarno             | 2024 | Premio del Jurado Ecuménico             | Toxic                              | Ganador   | [ 15 ] [ 16 ] |
| Festival Internacional de Cine de los hermanos Manaki | 2024 | Premio Competición European Lo-cap Film | Vytautas Katkus                    | Ganador   |               |
| Festival Internacional de Cine de Kiev Molodist       | 2024 | Scythian Deer                           | Toxic                              | Nominado  |               |
| Festival Internacional de Cine QCinema                | 2024 | Premio NETPAC                           | Toxic                              | Ganador   |               |
| Festival Internacional de Cine QCinema                | 2024 | Premio Pylon                            | Toxic                              | Ganador   |               |
| Festival Internacional de Cine de Reykjavík           | 2024 | Puffin de Oro                           | Toxic                              | Nominado  |               |
| Festival Internacional de Cine de Estocolmo           | 2024 | Caballo de Bronce                       | Toxic                              | Nominado  |               |
| Festival Internacional de Cine de Valladolid          | 2024 | Premio Punto de Encuentro               | Toxic                              | Nominado  |               |
| Festival Internacional de Cine de Valladolid          | 2024 | Premio Seminci Joven                    | Toxic                              | Nominado  |               |
| Festival Internacional de Cine de Varsovia            | 2024 | Premio Crème de la Crème                | Toxic                              | Nominado  |               |